# Warnsignal
Als Warnsignal wird jedes Signal bezeichnet, das auf eine potenzielle oder akute Gefahr hinweist. Man unterscheidet dabei auditive und visuelle Warnsignale.
Auditive Warnungen sind ausgezeichnet durch intensive, höherfrequente Laute, die manchmal periodisch moduliert werden wie z. B. Warnrufe von Tieren und Sirenen. Heute ertönen auditive Warnsignale hauptsächlich im Verkehr (Eisenbahnsignal, Hupe, Fahrradklingeln, Straßenbahnklingel, Dampfpfeife), vor Sprengungen, im Krieg bzw. Katastrophenschutz (Sirene) und bei Geräten (Warntöne).
Visuelle Warnsignale sind ausgezeichnet durch starke Signalfarben, üblicherweise Primärfarben, z. B. die rote Ampel und die gelb-schwarze Hinterleibsringelung der Wespen. Visuelle Warnsignale von Tieren nennt man auch Warntracht.
Visuelle Warnsignale zur Kennzeichnung von Gefahrenstellen nennt man Warnzeichen. Demgegenüber nennt man visuelle Warnsignale zur Kennzeichnung gefährlicher Stoffeigenschaften Gefahrenpiktogramme. Hierbei sind die Piktogramme an die Warnzeichen angelehnt.
Warnsignale von Tieren einer bestimmten Art können von anderen Arten nachgeahmt werden (→ Mimikry). Beim Trauerdrongo (Dicrurus adsimilis), einem in Afrika heimischen Sperlingsvogel, wurde sogar eine Warnsignal-Fälschung nachgewiesen: Diese Vögel ahmen den arteigenen Alarmruf anderer Vogelarten nach und erbeuten so deren Futter.

## Belege
1. ↑  Tom P. Flower et al.: Deception by Flexible Alarm Mimicry in an African Bird. In: Science. Band 344, Nr. 6183, 2014, S. 513–516, doi:10.1126/science.1249723.